# Leucanopsis huaco
Leucanopsis huaco är en fjärilsart som beskrevs av William Schaus 1901. Leucanopsis huaco ingår i släktet Leucanopsis och familjen björnspinnare. Inga underarter finns listade i Catalogue of Life.